# Palazzo dello Sport
Palazzo dello Sport – arena sportowo-rozrywkowa w Rzymie. Znajduje się w centrum kompleksu EUR. Posiada 8 punktów spotkań, 300-osobową restaurację i taras o powierzchni 2400 metrów kwadratowych. Wcześniej znana jako PalaSport i nieformalnie znana jako PalaEUR, od nazwy lokalizacji areny. W latach 1999–2003 została poddana pracom modernizacyjnym i restrukturyzacyjnym prowadzonym przez ForumNet SpA i finansowanym przez Lottomatica, która nabyła prawo do nazwy; z tego powodu do 2018 roku nosiła również nazwę PalaLottomatica. Jej pojemność to 11 200 osób. 
W 1956 roku Pier Luigi Nervi i Marcello Piacentini zaprojektowali Palazzo dello Sport. Budowa rozpoczęła się w 1958 roku trwała do 1960 (budowa obiektu trwała w czasie Letnich Igrzysk Olimpijskich 1960). Obiekt został zaprojektowany i zbudowany wraz z mniejszym obiektem, Palazzetto dello Sport, którego kopuła również została zaprojektowana przez Nerviego.
Ze względu na nowoczesną architekturę (którą wieńczy kopuła o średnicy 95 metrów) obiekt jest uważany za jeden z najważniejszych obiektów sportowych w Europie.

## Wydarzenia na obiekcie

### Sport
Na arenie odbyły się następujące imprezy sportowe: turniej olimpijski w koszykówce w 1960, mistrzostwa Europy w koszykówce w 1991 oraz Final Four Euroleague w 1997.
W 2005 na obiekcie odbył się finał Mistrzostw Europy w Piłce Siatkowej Mężczyzn pomiędzy Włochami a Rosją (zawody oglądało na żywo 14 000 ludzi). Mecz zakończył się zwycięstwem Włoch 3-2. 7 listopada 2008 na obiekcie odbył się pokaz WWE. W 2010 na obiekcie odbyły się Mistrzostwa Świata w Piłce Siatkowej Mężczyzn 2010.

### Koncerty
W Palazzo koncertowały następujące gwiazdy:

- Carlos Santana (pierwszy koncert na obiekcie)
- The Rolling Stones
- Depeche Mode
- The Cure
- Paul McCartney
- Iron Maiden
- Dire Straits
- Lou Reed
- Bob Marley
- Spice Girls
- Avril Lavigne
- Queen + Paul Rodgers
- Eros Ramazzotti